# Biosferni rezervat delte Rdeče reke
Biosferni rezervat delte Rdeče reke (ustanovljen leta 2004) je Unescov biosferni rezervat v obalni regiji severnega Vietnama. Mangrove in plimski habitati delte Rdeče reke tvorijo mokrišča z visoko biotsko raznovrstnostjo, zlasti v okrožjih Xuan Thuy in Tien Hai. Ta mokrišča so svetovnega pomena kot selitvena mesta za več vrst ptic.
Površina rezervata (kopenska in morska) je 137.261 hektarjev. Osrednje območje je 14.842 hektarjev, od tega je 6278 hektarjev kopenskega in 8564 hektarjev morskega, obdano z varovalnimi pasovi v velikosti 36.951 hektarjev (18.457 hektarjev kopenskih, 18.494 hektarjev morskih) in prehodna območja 85.468 hektarjev (35.447 hektarjev  kopenskih, 50.021 hektarjev morskih).
Biosferni rezervat delte Rdeče reke sestavljajo 3 ločena območja, ki so vzdolž obale: estuarij reke Day, estuarij Ba Lat in estuarij Thai Binh.
Prehodno območje obsega površino 54.541 hektarjev, poznano tudi kot območje trajnostnega razvoja, kjer sodelujejo znanstveniki, menedžerji in lokalni prebivalci. Ustvarjati ugodne pogoje in spodbujati gospodarski razvoj, turizem in storitvene dejavnosti vzporedno s propagando, izobraževanjem in ozaveščanjem javnosti. Biosferni rezervat Delta Rdeče reke ima pet prehodnih območij znotraj upravnih meja petih okrožij. Meja prehodnega območja je določena na podlagi administrativne meje občine, ki je ob obmorskem nasipu.
Varovalni pas pokriva površino 36.849 ha. Kot območje, ki meji na osrednjo cono, se lahko izvajajo gospodarske, raziskovalne, izobraževalne in rekreacijske dejavnosti, vendar brez poseganja v varstvene namene osrednje cone. Biosferni rezervat ima pet varovalnih območij znotraj upravnih meja petih okrožij: Thai Thuy in Tien Hai - Thai Binh; Giao Thuy in Nghia Hung - Nam Dinh; Kim Son - Ninh Binh. Meja varovalnega pasu se izračuna od morskega nasipa do zunanjosti najnižjega naplavinskega dna ob oseki. Celotno območje mangrov je bilo obnovljeno in ponovno zasajeno, skupaj z ribniki za gojenje, sistem ribogojstva ob vznožju morskega nasipa pa je v varovalnem pasu. To je zelo pomembno območje za ptice selivke iz osrednjega območja ter drugih krajev za prehranjevanje in življenje. Upravljanje je pod vodstvom lokalnih oblasti in agencij v harmonični kombinaciji med gospodarskim razvojem za ustvarjanje dohodka za lokalno prebivalstvo in ohranjanjem mangrov, tako za zaščito kot prispevek k povečanju vodnih virov.
Jedrna cona pokriva površino 14.167 hektarjev. Glavni cilj upravljanja območja je ohranjanje biotske raznovrstnosti in omejevanje človekovih dejavnosti. Biosferni rezervat ima dve osrednji coni, in sicer narodni park Xuan Thuy in naravni rezervat mokrišča Tien Hai.
Ohranjanje biotske raznovrstnosti v osrednjem območju je povezano z ohranjanjem mangrovih gozdov ter obalnih in estuarijskih muljev. Za razliko od celinskih zaščitenih območij je osrednje območje v tem biosfernem rezervatu še vedno pod stalnim pritiskom zaradi prelova in ribolova. Lahko rečemo, da je težko razdeliti osrednje območje ali varovalni pas, saj bo ribolov v varovalnem pasu neposredno zmanjšal biotsko raznovrstnost v osrednjem pasu. Blatne ravnice in druge vodne vrste ne le izgubijo lepoto pokrajine, ampak tudi motijo prehranjevalne verige in mreže v naravi.

## Ekološke značilnosti
Porečje Rdeče reke si delijo Kitajska, Laos in Vietnam. Glavna Rdeča reka je dolga približno 1149 kilometrov in v Vietnamu pokriva več kot 510 kilometrov. Obalna območja delte Rdeče reke podpirajo kompleksen sistem naravnih, polnaravnih in kmetijskih vrst vegetacije. Naravna vegetacija je sestavljena predvsem iz vrst in rastlinskih združb, ki so odporne na sol, vključno z vegetacijo mangrove, slanih močvirij in sipin.
Ekosistem mangrov obsega gozd mangrov in sosednje območje plimovanja, ki predstavlja prehodno območje med morskim in kopenskim okoljem. V obalnih območjih najdemo 26 vrst mangrov, od katerih sta najbolj prevladujoči Kandelia candel in Sonneratia caseolaris.
Med spomladanskimi in jesenskimi selitvami se ogromno ptic ustavi na poti od svojih gnezdišč v severni Aziji do prezimovališč v indijsko-malezijski in avstralski regiji. V delti Rdeče reke je bilo zabeleženih skupno 78 vrst vodnih ptic, vključno z 38 vrstami obrežnih ptic. Enajst od teh ptic spada v kategorijo ogroženih ali skoraj ogroženih vrst, vključno s kljunačem (Calidris pygmaea), črnoglavim ibisom (Threskiornis melanocephalus) in japonsko rajsko muharico (Terpsiphone atrocaudata)
Druge živalske vrste, ki jih najdemo v rezervatu, so morski krokodil (Crocodylus porosus) in morska krava ali dugong (Dugong dugon).
Kot priznanje za temeljne ekološke funkcije, ki jih opravljajo mokrišča, je bil Xuan Thuy leta 1982 razglašen za prvo vietnamsko ramsarsko območje.

## Socio-ekonomske značilnosti
V delti Rdeče reke živi več etničnih skupin, kar ima za posledico raznoliko kulturo. Družine, ki živijo v gozdu, imajo običajno dve hiši, eno v gozdu in eno v mestu. Glavni gospodarski dejavnosti sta kmetijstvo in ribištvo.
Na tem območju je pet velikih klanov. Vsak klan ima več bogoslužnih hiš, posvečenih svojim ustanoviteljem-prednikom, velike veje klana pa lahko zgradijo svoje ločene bogoslužne hiše. Skupaj je 29 takih bogoslužnih hiš. Vsakoletno klansko praznovanje zbere člane vsakega klana in pomaga krepiti odnose ter spodbujati skupne vezi. 